# Gora Glyba
Gora Glyba (Transkription von russisch Гора Глыба ‚Klumpenberg‘) ist ein Nunatak im ostantarktischen Mac-Robertson-Land. Er ragt nördlich des Mawson Escarpment auf.
Russische Wissenschaftler benannten ihn deskriptiv.